# Hermann Kühne (Richter)
Hermann Kühne (* 12. November 1819 in Cracau bei Magdeburg; † 25. Januar 1887 in Celle) war ein deutscher Richter.

## Leben

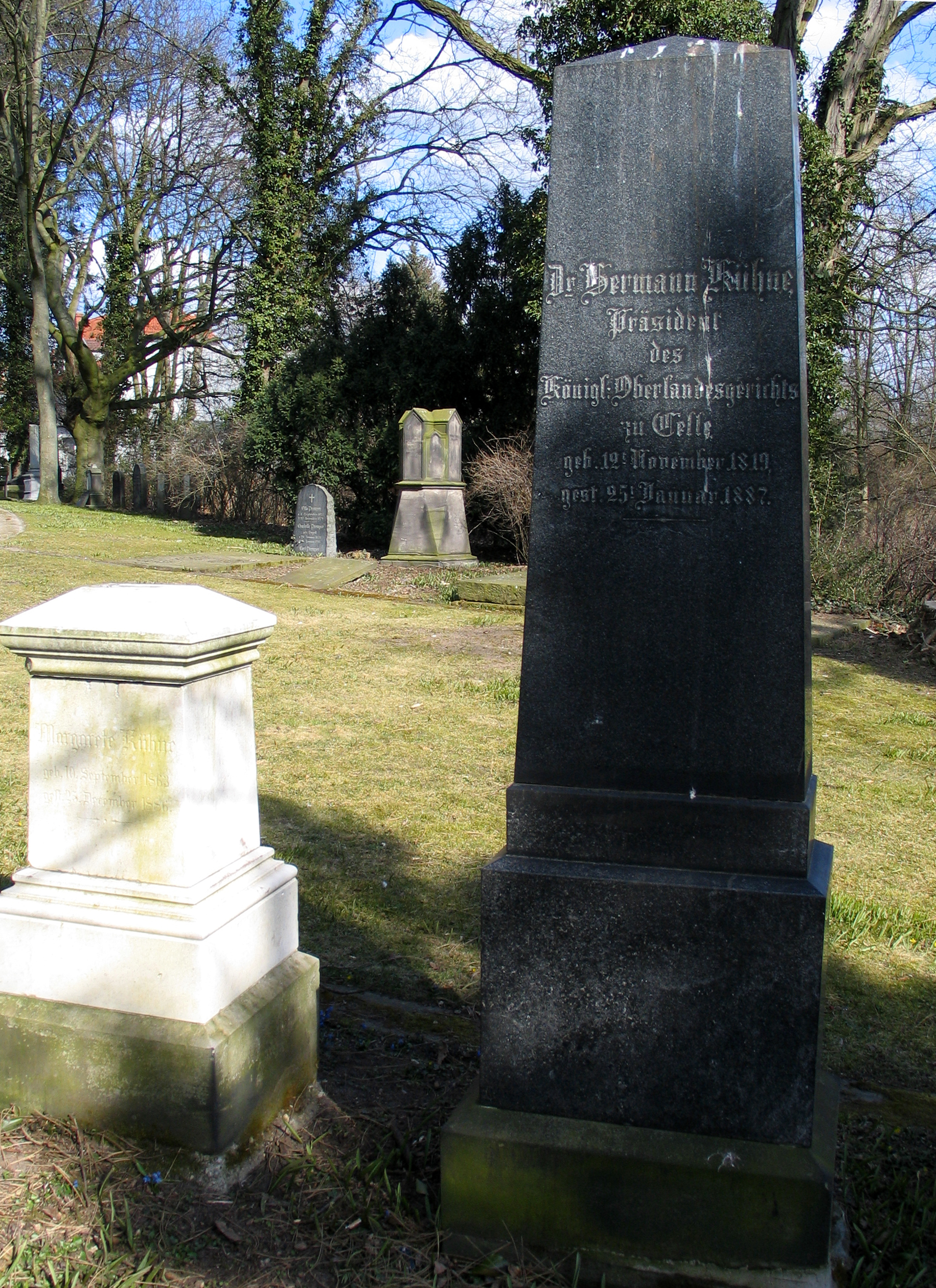
Grab in Celle

Hermann Kühne studierte an der Universität Heidelberg Rechtswissenschaft. 1843 wurde er im Corps Guestphalia Heidelberg aktiv. Von 1849 bis 1861 war er Mitglied des königlichen Kreisgerichts Greifswald. 1875 wurde er Präsident des Appellationsgerichts Greifswald. Als das Appellationsgericht in Folge der Reichsjustizgesetze zum 1. Oktober 1879 aufgelöst wurde, ernannte ihn die Stadt Greifswald am 17. September 1879 zum ersten Ehrenbürger. Zum 1. Oktober 1879 wurde er als Präsident an das Oberlandesgericht Celle berufen und blieb dies bis zu seinem Tod.